# Carasent
Carasent AB är ett nordiskt publikt it-bolag som utvecklar och levererar digitala lösningar för hälso- och sjukvårdssektorn, med ett särskilt fokus på verksamhetsstöd och journalsystem för privata vårdgivare. Företaget är noterat på Nasdaq First North Growth Market. Huvudkontoret ligger i Göteborg, Sverige.
Den mest kända produkten är Webdoc, ett molnbaserat journalsystem som används av vårdgivare i Norden. Företagets produktportfölj inkluderar förutom Webdoc, journalsystemen Metodika, Ad Curis och Ad Opus, beslutsstödsystemet Medrave samt företagshälsovårdsplattformen HPI Plustoo.